# Sông Sakae Krang
Sông Sakae Krang (tiếng Thái: แม่น้ำสะแกกรัง) là một chi lưu của sông Chao Phraya. Sông này bắt nguồn từ vườn quốc gia Mae Wong, tỉnh Kamphaeng Phet. Sông này dài 225 km với phần lớn chiều dài của nó nằm ở tỉnh Uthai Thani. Sông Sakae Krang chảy vào sông Chao Phraya ở thành phố Uthai Thani xung quanh Wat Tha Sung.